# Moment Bends

Moment Bends est le quatrième album d'Architecture in Helsinki, sorti le 8 avril 2011 en Australie.

## Les titres
- Desert Island
- Escapee
- Contact High
- W.O.W
- Yr Go To
- Sleep Talkin'
- I Know Deep Down
- That Beep
- Denial Style
- Everything's Blue
- B4 3D